# George Gallup
George Horace Gallup (ur. 18 listopada 1901 w Jefferson, zm. 26 lipca 1984 w Tschingel) – amerykański profesor i badacz, socjolog, statystyk i publicysta.
Pionier w dziedzinie badania opinii publicznej. Rozwinął technikę doboru grupy reprezentatywnej (wybór takich osób, które reprezentują w miarę dokładnie cechy danego społeczeństwa i to w takich samych proporcjach, w jakich występują w całej populacji), techniki wywiadu i formułowania pytań. Był także nauczycielem i zwolennikiem reformy szkolnictwa.

## Życie w Iowa
Syn George’a Henry’ego Gallupa, farmera i handlarza gruntami rolnymi, oraz Nettie Davenport. Studiował na University of Iowa. Tytuł magistra otrzymał w 1925 r., a w 1928 r. doktora. 27 grudnia 1925 ożenił się z Ophelią Smith Miller. Mieli dwóch synów, Aleca Miler i George'a Horace juniora, oraz córkę Julię Gallup Laughlin.
W latach 1923–1929 wykładał dziennikarstwo i psychologię na University of Iowa. Następnie przeniósł się na Drake University w Des Moines, gdzie był kierownikiem Wydziału Dziennikarstwa. W 1931 r. przeniósł się do Northwestern University w Evanston jako profesor dziennikarstwa i reklamy. W 1932 r. wyjechał do Nowego Jorku i został dyrektorem badawczym agencji reklamowej Young & Rubicam (w latach 1937–1947 był jej wiceprezesem). Od 1933 r. do 1937 r. był profesorem dziennikarstwa na Columbia University, lecz zrezygnował ze stanowiska krótko po utworzeniu w 1935 r. własnego ośrodka badania opinii publicznej American Institute of Public Opinion (Instytut Gallupa). Był także założycielem (1939) i przewodniczącym Audience Research Institute. W latach 1947 – 1984 był przewodniczącym International Association of Public Opinion Institutes, od 1953 do 1956 przewodniczył Narodowej Lidze Miejskiej, był także przewodniczącym komisji nagrody All-America City. Założyciel i szef zarządu Quill and Scroll.

## Pionier badania opinii publicznej
Do 1944 Gallup był jednym z głównych pionierów w zakresie badania opinii publicznej i uczestniczył w tworzeniu metod osiągania wysokiego stopnia dokładności w odkrywaniu opinii społecznej. Miał silną wiarę w ważną rolę opinii publicznej i twierdził, że ma pozytywny wkład w demokratycznym procesie. Najbardziej znany był jako twórca firm badających opinię publiczną. Lecz był także pedagogiem – i te doświadczenia oraz badania stosunków międzyludzkich doprowadziły do stworzenia zbioru podstawowych zasad edukacji, które opisał w The Miracle Ahead (1964). Twierdził, że wspólne poglądy ludzi nie są wywoływane pod wpływem emocji, lecz zwykle są rozsądne i logiczne. Jednak poglądy populacji nie są wystarczająco głębokie. W celu osiągnięcia większego i bardziej gwałtownego wzrostu, konieczne jest utworzenie nowego systemu edukacyjnego celem wzmocnienia władz umysłowych.
Gallup był zaangażowany w rozwój swojej kariery aż do śmierci. Zmarł wskutek rozległego zawału serca 26 lipca 1984 r. w Tschingel w Szwajcarii.

## Twórczość
- Public opinion in a democracy (Princeton university, 1939)
- The Pulse of Democracy: The Public Opinion Poll and How It Works (1940)
- A Guide to Public Opinion (1944)
- Secrets of Long Life (1960)
- The Miracle Ahead (1964)
- How the nation views the public schools: a study of the public schools of the United States (Gallup International, 1969)
- A Survey of the Public's Attitudes Toward the Public Schools (1969)
- Attitudes of Young Americans (1971)
- The Gallup Poll: Public Opinion, 1935-1971 (1972)
- Sophisticated Poll Watcher's Guide (1976)
- The Gallup Poll: 1972-77 (1978)

## Nagrody
- Advertising Gold Medal Award (1964)
- AMA's Parlin Award (1965).